# Такир (Маркакольський район)
Таки́р (каз. Тақыр) — село у складі Маркакольського району Східноказахстанської області Казахстану. Входить до складу Калжирського сільського округу.
Населення — 137 осіб (2021; 287 у 2009, 386 у 1999, 472 у 1989).
Національний склад станом на 1989 рік:
- казахи — 100 %